# ドルジェ・ツェプテン

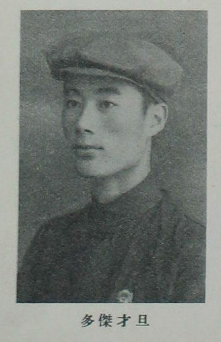
第1回中国人民政治協商会議代表時の写真

ドルジェ・ツェプテン（チベット語：རྡོ་རྗེ་ཚེ་བརྟན་、ワイリー方式ラテン文字転写：rdo rje tshe brtan、簡体字：多杰才旦、1926年 - 2013年7月6日）は、中華人民共和国のチベット族政治家、1980年代前半におけるチベット自治区人民政府主席。在職は1983年より1985年。

## 略歴
青海省西寧市湟中区で生まれる。1948年、北京師範大学を卒業し、1949年に中国人民政治協商会議第1回全体会議にチベット族代表として参加。同年12月に中国共産党に入党。要職を歴任し、1983年にチベット自治区人民政府主席兼自治区共産党委員会書記に就任。1985年に党中央統戦部顧問、1986年より2000年まで中国蔵学研究センター総幹事、書記を歴任しチベット史（近現代史）を研究。2004年に引退。2013年7月、北京で没する。